# Райхерсберг
Райхерсберг (нем. Reichersberg) — ярмарочная община (нем. Marktgemeinde) в Австрии, в федеральной земле Верхняя Австрия.
Входит в состав округа Рид-им-Иннкрайс-Инн. Население составляет 1405 человек (на 31 декабря 2005 года). Занимает площадь 21 км². Официальный код — 41224.

## Политическая ситуация
Бургомистр общины — Йохан Шамбергер (АНП) по результатам выборов 2003 года.
Совет представителей общины (нем. Gemeinderat) состоит из 19 мест.
- АНП занимает 9 мест.
- СДПА занимает 7 мест.
- АПС занимает 3 места.